# Marielle Heller
Marielle Heller (Marin County, 1 oktober 1979) is een Amerikaans film- en televisieregisseur, actrice en scenarioschrijver.

## Biografie
Marielle Heller werd in 1979 in Californië geboren als de dochter van chiropractor Steve Heller en kunstonderwijzeres Annie Stiles-Heller. Ze groeide op in de buurt van het stadje Alameda. Reeds als kind acteerde ze in theaterproducties.
Ze volgde een theateropleiding aan Universiteit van Californië - Los Angeles (UCLA) en de Royal Academy of Dramatic Art in Londen.
In 2007 trouwde ze met komiek en filmmaker Jorma Taccone.

## Carrière
Na haar studies in Londen keerde ze terug naar de Verenigde Staten, waar ze aanvankelijk aan de slag ging als theateractrice. In 2002 had ze een kleine rol in een aflevering van de sitcom Spin City. In 2010 maakte ze in de komedie MacGruber, geschreven en geregisseerd door haar echtgenoot Jorma Taccone, haar filmdebuut. De twee werkten later ook samen aan de mockumentary Popstar: Never Stop Never Stopping (2016).
In 2015 maakte Heller haar debuut als regisseuse. Dat jaar schreef en regisseerde ze de coming-of-agefilm The Diary of a Teenage Girl en regisseerde ze ook een aflevering van de televisieserie Transparent. 
Nadien regisseerde Heller de biografische film Can You Ever Forgive Me? (2018). De film werd genomineerd voor verscheidene grote filmprijzen, waaronder drie Oscars. Een jaar later werkte Heller met acteur Tom Hanks samen aan A Beautiful Day in the Neighborhood (2019), een biografische film over dominee en tv-presentator Fred Rogers.

## Filmografie
| Film      | Film                                | Film      | Film     | Film    |
| Jaar      | Titel                               | Regisseur | Scenario | Actrice |
| --------- | ----------------------------------- | --------- | -------- | ------- |
| 2010      | MacGruber                           |           |          |         |
| 2014      | A Walk Among the Tombstones         |           |          |         |
| 2015      | The Diary of a Teenage Girl         |           |          |         |
| 2016      | Paper Anchor                        |           |          |         |
| 2016      | Popstar: Never Stop Never Stopping  |           |          |         |
| 2018      | Can You Ever Forgive Me?            |           |          |         |
| 2019      | A Beautiful Day in the Neighborhood |           |          |         |
| 2024      | Nightbitch                          |           |          |         |
| Televisie |                                     |           |          |         |
| Jaar      | Titel                               | Regisseur | Scenario | Actrice |
| 2002      | Spin City                           |           |          |         |
| 2008      | All-For-Nots                        |           |          |         |
| 2009      | Single Dads                         |           |          |         |
| 2015      | Transparent                         |           |          |         |
| 2016      | Casual                              |           |          |         |
| 2020      | The Queen’s Gambit                  |           |          |         |

## Prijzen en nominaties
| Film / Serie                       | Categorie            | Uitslag     |
| ---------------------------------- | -------------------- | ----------- |
| The Diary of a Teenage Girl (2015) | Beste debuutfilm     | Genomineerd |
| Independent Spirit Awards          |                      |             |
| The Diary of a Teenage Girl (2015) | Beste regiedebuut    | Gewonnen    |
| The Diary of a Teenage Girl (2015) | Beste debuutscenario | Genomineerd |